# Operculina
Operculina é um género botânico pertencente à família Convolvulaceae.

## Espécies
- Operculina aequisepala
- Operculina brownii
- Operculina codonantha
- Operculina hamiltonii
- Operculina leptoptera
- Operculina macrocarpa
- Operculina maypurensis
- Operculina petaloidea
- Operculina pinnatifida
- Operculina polynesica
- Operculina pteripes
- Operculina riedeliana
- Operculina sericantha
- Operculina tansaensis
- Operculina turpethum
- Operculina ventricosa